# Petrov (Blansko)
Petrov é uma comuna checa localizada na região de Morávia do Sul, distrito de Blansko.